# Felix Jacoby
Felix Jacoby, född 19 mars 1876, död 10 november 1959, var en tysk filolog.
Jacoby blev professor i Kiel 1906. Bland hans skrifter märks en förtjänstfull upplaga av Hesiodos (1930) samt Die Fragmente der griechischen Historiker (1923-).